# Canthon candens
Canthon candens är en skalbaggsart som beskrevs av Johannes von Nepomuk Franz Xaver Gistel 1857. Canthon candens ingår i släktet Canthon och familjen bladhorningar. Inga underarter finns listade.